# Australian Open 2022
L'Australian Open 2022 è stato un torneo di tennis giocato nel complesso di Melbourne Park, a Melbourne in Australia, tra il 17 gennaio e il 30 gennaio 2022. È stata la 110ª edizione dell'Australian Open. L'evento è stato organizzato dalla International Tennis Federation (ITF), e faceva parte dell'ATP Tour 2022 e del WTA Tour 2022 sotto la categoria Grande Slam.

## Torneo
Il torneo ha compreso per la categoria Seniors i tornei di singolare, doppio e doppio misto (tutti riservati, per quest anno, nello specifico, ai soli giocatori vaccinati contro il COVID-19). Si è disputato inoltre il torneo di tennis in carrozzina.
Il torneo si gioca su venticinque campi in cemento GreenSet, inclusi i quattro campi principali: Rod Laver Arena, Margaret Court Arena, John Cain Arena e 1573 Arena. C'è anche il debutto della Kia Arena, che diventa la quinta arena del torneo.

## Teste di serie nel singolare
| Legenda colori              |
| Vincitore                   |
| Finalista                   |
| Semifinalista               |
| Quarti di finale            |
| Eliminati al 1T, 2T, 3T, 4T |

Le teste di serie sono state assegnate seguendo le classifiche al 10 gennaio 2022. Il ranking e i punteggi precedenti seguono le classifiche al 17 gennaio 2022.

### Singolare maschile
A seguito delle modifiche al sistema di classifica relative alla pandemia e alle modifiche al calendario dell'ATP Tour nel 2020 e nel 2021, i giocatori avranno i seguenti potenziali aggiustamenti ai loro punti in classifica dopo il torneo:
- I giocatori che difendono i punti del torneo 2020 i quali sono più alti, avranno questi eliminati il 31 gennaio 2022; quei punti saranno sostituiti dal punteggio più alto tra 2021 e 2022 (i punti del 2021 saranno ancora validi alla fine del torneo del 2022 perché il torneo del 2021 è stato posticipato di tre settimane dal normale programma annuale); i punti del 2020 e del 2021 saranno eliminati il 21 febbraio 2022.
- I giocatori che difendono punti dal torneo 2021 vedranno quei punti sostituiti da quelli del 2022 solo se questi ultimi sono più alti.
- I giocatori che hanno punti dal torneo del 2021 che contano ancora per la loro classifica il 31 gennaio 2022 vedranno quei punti sostituiti il 21 febbraio 2022 (52 settimane dopo il torneo del 2021); qualsiasi punto 2021 sarà sostituito dai punti 2022 in quel momento.
- I giocatori che non difendono i punti dei tornei 2020 o 2021 vedranno il loro 19º miglior risultato sostituito dai loro punti del torneo 2022.

| Tds | Rank | Giocatore             | Punteggio precedente | Punti 2020 | Punti 2021 | Punti conquistati | Nuovo punteggio | Situazione                                     |
| --- | ---- | --------------------- | -------------------- | ---------- | ---------- | ----------------- | --------------- | ---------------------------------------------- |
| 1   | 1    | Novak Đoković         | 11 015               | 2 000      | 2 000      | 0                 | 11 015          | Espulso dalla corte federale Australiana       |
| 2   | 2    | Daniil Medvedev       | 8 935                | 180        | 1 200      | 1 200             | 8 935           | Sconfitto in finale da Rafael Nadal [6]        |
| 3   | 3    | Alexander Zverev      | 7 970                | 720        | 360        | 180               | 7 610           | Eliminato al 4°T da Denis Shapovalov [14]      |
| 4   | 4    | Stefanos Tsitsipas    | 6 540                | 180        | 720        | 720               | 7 170           | Eliminato in SF da Daniil Medvedev [2]         |
| 5   | 6    | Andrej Rublëv         | 4 785                | 180        | 360        | 90                | 4 785           | Eliminato al 3°T da Marin Čilić [27]           |
| 6   | 5    | Rafael Nadal          | 4 875                | 360        | 360        | 2 000             | 6 875           | Vittoria in finale contro Daniil Medvedev [2]  |
| 7   | 7    | Matteo Berrettini     | 4 568                | 45         | 180        | 720               | 5 108           | Eliminato in SF da Rafael Nadal [6]            |
| 8   | 8    | Casper Ruud           | 4 155                | 10         | 180        | 0                 | 4 155           | Ritirato                                       |
| 9   | 9    | Félix Auger-Aliassime | 3 608                | 10         | 180        | 360               | 3 788           | Eliminato ai QF da Daniil Medvedev [2]         |
| 10  | 11   | Hubert Hurkacz        | 3 336                | 45         | 10         | 45                | 3 336           | Eliminato al 2°T da Adrian Mannarino           |
| 11  | 10   | Jannik Sinner         | 3 390                | 45         | 10         | 360               | 3 705           | Eliminato ai QF da Stefanos Tsitsipas [4]      |
| 12  | 12   | Cameron Norrie        | 2 900                | 10         | 90         | 10                | 2 900           | Eliminato al 1°T da Sebastian Korda            |
| 13  | 13   | Diego Schwartzman     | 2 730                | 180        | 90         | 45                | 2 640           | Eliminato al 2°T da Christopher O'Connell [WC] |
| 14  | 14   | Denis Shapovalov      | 2 593                | 45         | 90         | 360               | 2 863           | Eliminato ai QF da Rafael Nadal [6]            |
| 15  | 18   | Roberto Bautista Agut | 2 385                | 90         | 10         | 90                | 2 385           | Eliminato al 3°T da Taylor Fritz [20]          |
| 16  | 19   | Cristian Garín        | 2 375                | 45         | 0          | 90                | 2 420           | Eliminato al 3°T da Gaël Monfils [17]          |
| 17  | 20   | Gaël Monfils          | 2 373                | 180        | 10         | 360               | 2 553           | Eliminato ai QF da Matteo Berrettini [7]       |
| 18  | 15   | Aslan Karacev         | 2 553                | 0          | 745        | 90                | 2 553           | Eliminato al 3°T da Adrian Mannarino           |
| 19  | 21   | Pablo Carreño Busta   | 2 305                | 90         | 90         | 180               | 2 395           | Eliminato al 4°T da Matteo Berrettini [7]      |
| 20  | 22   | Taylor Fritz          | 2 175                | 90         | 90         | 180               | 2 265           | Eliminato al 4°T da Stefanos Tsitsipas [4]     |
| 21  | 23   | Nikoloz Basilašvili   | 2 051                | 45         | 10         | 10                | 2 016           | Eliminato al 1°T da Andy Murray [WC]           |
| 22  | 25   | John Isner            | 1 881                | 90         | 0          | 10                | 1 801           | Eliminato al 1°T da Maxime Cressy              |
| 23  | 29   | Reilly Opelka         | 1 776                | 10         | 45         | 90                | 1 821           | Eliminato al 3°T da Denis Shapovalov [14]      |
| 24  | 24   | Daniel Evans          | 1 957                | 45         | 10         | 90                | 2 002           | Eliminato al 3°T da Félix Auger-Aliassime [9]  |
| 25  | 26   | Lorenzo Sonego        | 1 860                | 10         | 45         | 90                | 1 905           | Eliminato al 3°T da Miomir Kecmanović          |
| 26  | 28   | Grigor Dimitrov       | 1 821                | 90         | 360        | 45                | 1 821           | Eliminato al 2°T da Benoît Paire               |
| 27  | 27   | Marin Čilić           | 1 840                | 180        | 10         | 180               | 1 840           | Eliminato al 4°T da Félix Auger-Aliassime [9]  |
| 28  | 30   | Karen Chačanov        | 1 748                | 90         | 90         | 90                | 1 748           | Eliminato al 3°T da Rafael Nadal [6]           |
| 29  | 40   | Ugo Humbert           | 1 318                | 10         | 45         | 10                | 1 318           | Eliminato al 1°T da Richard Gasquet            |
| 30  | 33   | Lloyd Harris          | 1 473                | 10         | 90         | 10                | 1 473           | Eliminato al 1°T da Aleksandar Vukic [WC]      |
| 31  | 31   | Carlos Alcaraz        | 1 609                | (10)       | 70         | 90+6              | 1 625           | Eliminato al 3°T da Matteo Berrettini [7]      |
| 32  | 42   | Alex de Minaur        | 1 316                | 0          | 90         | 180               | 1 406           | Eliminato al 4°T da Jannik Sinner [11]         |

### Teste di serie ritirate
I seguenti giocatori sarebbero entrati in tabellone come teste di serie ma si sono ritirati prima del sorteggio.
| Rank | Giocatore     | Punteggio precedente | Punti 2020 | Punti 2021 | Nuovo punteggio | Motivo ritiro                  |
| ---- | ------------- | -------------------- | ---------- | ---------- | --------------- | ------------------------------ |
| 16   | Dominic Thiem | 2 410                | 1 200      | 180        | 1 390           | Lesione al polso               |
| 17   | Roger Federer | 2 385                | 720        | 0          | 1 665           | Intervento al ginocchio destro |

### Singolare femminile
| Tds | Rank | Giocatrice               | Punteggio precedente | Punti da difendere 2020 o 2021 | Punti conquistati | Nuovo punteggio | Situazione                                             |
| --- | ---- | ------------------------ | -------------------- | ------------------------------ | ----------------- | --------------- | ------------------------------------------------------ |
| 1   | 1    | Ashleigh Barty           | 7 111                | 780                            | 2 000             | 8 331           | Vittoria in Finale vs Danielle Collins [27]            |
| 2   | 2    | Aryna Sabalenka          | 5 698                | 240                            | 240               | 5 698           | Eliminata al 4°T da Kaia Kanepi                        |
| 3   | 3    | Garbiñe Muguruza         | 5 425                | 1 300                          | 70                | 4 195           | Eliminata al 2°T da Alizé Cornet                       |
| 4   | 4    | Barbora Krejčíková       | 5 213                | 110                            | 430               | 5 533           | Eliminata ai Quarti di finale da Madison Keys          |
| 5   | 8    | Maria Sakkarī            | 4 071                | 240                            | 240               | 4 071           | Eliminata al 4°T da Jessica Pegula [21]                |
| 6   | 7    | Anett Kontaveit          | 4 231                | 430                            | 70                | 3 871           | Eliminata al 2°T da Clara Tauson                       |
| 7   | 9    | Iga Świątek              | 3 916                | 240                            | 780               | 4 456           | Eliminata in Semifinale da Danielle Collins [27]       |
| 8   | 6    | Paula Badosa             | 4 264                | 70+29                          | 240+24            | 4 429           | Eliminata al 4°T da Madison Keys                       |
| 9   | 10   | Ons Jabeur               | 3 500                | 430                            | 0                 | 3 070           | Ritirata                                               |
| 10  | 11   | Anastasija Pavljučenkova | 2 968                | 430                            | 130               | 2 668           | Eliminata al 3°T da Sorana Cîrstea                     |
| 11  | 13   | Sofia Kenin              | 2 762                | 2 000                          | 10                | 772             | Eliminata al 1°T da Madison Keys                       |
| 12  | 12   | Elena Rybakina           | 2 765                | 130                            | 70                | 2 705           | Eliminata al 2°T da Zhang Shuai                        |
| 13  | 14   | Naomi Ōsaka              | 2 696                | 2 000                          | 130               | 826             | Eliminata al 3°T da Amanda Anisimova                   |
| 14  | 15   | Simona Halep             | 2 657                | 780                            | 240               | 2 117           | Eliminata al 4°T da Alizé Cornet                       |
| 15  | 17   | Elina Svitolina          | 2 641                | 240                            | 130               | 2 531           | Eliminata al 3°T vs Viktoryja Azaranka [24]            |
| 16  | 20   | Angelique Kerber         | 2 517                | 240                            | 10                | 2 287           | Eliminata al 1°T da Kaia Kanepi                        |
| 17  | 18   | Emma Raducanu            | 2 595                | (1)                            | 70                | 2 664           | Eliminata al 2°T da Danka Kovinić                      |
| 18  | 16   | Cori Gauff               | 2 655                | 240                            | 10                | 2 425           | Eliminata al 1°T da Wang Qiang                         |
| 19  | 26   | Elise Mertens            | 2 091                | 240                            | 240               | 2 091           | Eliminata la 4°T da Danielle Collins [27]              |
| 20  | 19   | Petra Kvitová            | 2 530                | 430                            | 10                | 2 110           | Eliminata al 1°T da Sorana Cîrstea                     |
| 21  | 21   | Jessica Pegula           | 2 474                | 430                            | 430               | 2 474           | Eliminata ai Quarti di finale da Ashleigh Barty [1]    |
| 22  | 22   | Belinda Bencic           | 2 415                | 130                            | 70                | 2 355           | Eliminata al 2°T da Amanda Anisimova                   |
| 23  | 24   | Leylah Annie Fernandez   | 2 279                | 40                             | 10                | 2 249           | Eliminata al 1°T da Maddison Inglis [WC]               |
| 24  | 25   | Viktoryja Azaranka       | 2 166                | 10                             | 240               | 2 396           | Eliminata al 4°T da Barbora Krejčíková [4]             |
| 25  | 23   | Dar'ja Kasatkina         | 2 360                | 70                             | 130               | 2 420           | Eliminata al 3°T da Iga Świątek [7]                    |
| 26  | 27   | Jeļena Ostapenko         | 2 035                | 70                             | 130               | 2 095           | Eliminata al 3°T da Barbora Krejčíková [4]             |
| 27  | 30   | Danielle Collins         | 1 911                | 70                             | 1 300             | 3 141           | Sconfitta in Finale da Ashleigh Barty [1]              |
| 28  | 32   | Veronika Kudermetova     | 1 695                | 130                            | 130               | 1 695           | Eliminata al 3°T da Maria Sakkarī [5]                  |
| 29  | 29   | Tamara Zidanšek          | 1 931                | 70                             | 130               | 1 991           | Eliminata al 3°T da Alizé Cornet                       |
| 30  | 33   | Camila Giorgi            | 1 692                | 130                            | 130               | 1 692           | Eliminata al 3°T da Ashleigh Barty [1]                 |
| 31  | 41   | Markéta Vondroušová      | 1 447                | 240                            | 130               | 1 337           | Eliminata al 3°T da Aryna Sabalenka [2]                |
| 32  | 35   | Sara Sorribes Tormo      | 1 588                | 70                             | 70                | 1 588           | Eliminata al 2°T da Marta Kostjuk                      |
| N/A | 51   | Madison Keys             | 1 153                | 130                            | 780               | 1 803           | Eliminata in Semifinale da Ashleigh Barty [1]          |
| N/A | 61   | Alizé Cornet             | 1 050                | 70                             | 430               | 1 410           | Eliminata ai Quarti di finale da Danielle Collins [27] |
| N/A | 115  | Kaia Kanepi              | 673                  | 130                            | 430               | 973             | Eliminata ai Quarti di finale da Iga Świątek [7]       |

### Teste di serie ritirate
Le seguenti giocatrici sarebbero entrate in tabellone come teste di serie ma si sono ritirate prima del sorteggio.
| Rank | Giocatore         | Punteggio precedente | Punti da difendere 2020 o 2021 | Nuovo punteggio | Motivo ritiro         |
| ---- | ----------------- | -------------------- | ------------------------------ | --------------- | --------------------- |
| 5    | Karolína Plíšková | 4 582                | 130                            | 4 452           | Infortunio alla mano  |
| 28   | Jennifer Brady    | 1 953                | 1 300                          | 653             | Infortunio al piede   |
| 31   | Karolína Muchová  | 1 734                | 780                            | 954             | Problemi allo stomaco |

## Teste di serie nel doppio
| Legenda colori          |
| Vincitori               |
| Finalisti               |
| Semifinalisti           |
| Quarti di finale        |
| Eliminati al 1T, 2T, 3T |

### Doppio maschile
| Team                 | Team              | Rank* | Tds |
| -------------------- | ----------------- | ----- | --- |
| Nikola Mektić        | Mate Pavić        |       | 1   |
| Rajeev Ram           | Joe Salisbury     |       | 2   |
| Marcel Granollers    | Horacio Zeballos  |       | 3   |
| Juan Sebastián Cabal | Robert Farah      |       | 4   |
| John Peers           | Filip Polášek     |       | 5   |
| Tim Pütz             | Michael Venus     |       | 6   |
| Nicolas Mahut        | Fabrice Martin    |       | 7   |
| Jamie Murray         | Bruno Soares      |       | 8   |
| Ivan Dodig           | Marcelo Melo      |       | 9   |
| Wesley Koolhof       | Neal Skupski      |       | 10  |
| Sander Gillé         | Joran Vliegen     |       | 11  |
| Kevin Krawietz       | Andreas Mies      |       | 12  |
| Raven Klaasen        | Ben McLachlan     |       | 13  |
| Marcelo Arévalo      | Jean-Julien Rojer |       | 14  |
| Ariel Behar          | Gonzalo Escobar   |       | 15  |
| Andrej Golubev       | Franko Škugor     |       | 16  |

* Ranking al 16 gennaio 2022.

### Doppio femminile
| Team                 | Team               | Rank* | Tds |
| -------------------- | ------------------ | ----- | --- |
| Barbora Krejčíková   | Kateřina Siniaková |       | 1   |
| Shūko Aoyama         | Ena Shibahara      |       | 2   |
| Veronika Kudermetova | Elise Mertens      |       | 3   |
| Samantha Stosur      | Zhang Shuai        |       | 4   |
| Alexa Guarachi       | Nicole Melichar    |       | 5   |
| Gabriela Dabrowski   | Giuliana Olmos     |       | 6   |
| Darija Jurak         | Andreja Klepač     |       | 7   |
| Cori Gauff           | Caty McNally       |       | 8   |
| Caroline Dolehide    | Storm Sanders      |       | 9   |
| Marie Bouzková       | Lucie Hradecká     |       | 10  |
| Ljudmyla Kičenok     | Jeļena Ostapenko   |       | 11  |
| Nadežda Kičenok      | Sania Mirza        |       | 12  |
| Asia Muhammad        | Jessica Pegula     |       | 13  |
| Xu Yifan             | Yang Zhaoxuan      |       | 14  |
| Irina-Camelia Begu   | Nina Stojanović    |       | 15  |
| Viktória Kužmová     | Vera Zvonarëva     |       | 16  |

* Ranking al 16 gennaio 2022.

## Wildcard
Ai seguenti giocatori è stata assegnata una wildcard per accedere al tabellone principale.

### Singolare maschile
- Alex Bolt
- Thanasi Kokkinakis
- Stefan Kozlov
- Andy Murray
- Christopher O'Connell
- Lucas Pouille
- Tseng Chun-hsin
- Aleksandar Vukic

### Singolare femminile
- Robin Anderson
- Priscilla Hon
- Maddison Inglis
- Diane Parry
- Storm Sanders
- Dar'ja Saville
- Samantha Stosur
- Wang Xiyu

### Doppio maschile
- Alex Bolt /  James McCabe
- Andrew Harris /  Aleksandar Vukic
- Rinky Hijikata /  Tristan Schoolkate
- Treat Huey /  Christopher Rungkat
- Thanasi Kokkinakis /  Nick Kyrgios
- Jason Kubler /  Christopher O'Connell
- Dane Sweeny /  Li Tu

### Doppio femminile
- Kimberly Birrell /  Charlotte Kempenaers-Pocz
- Alexandra Bozovic /  Olivia Tjandramulia
- Lizette Cabrera /  Priscilla Hon
- Alizé Cornet /  Diane Parry
- Jaimee Fourlis /  Maddison Inglis
- Seone Mendez /  Taylah Preston
- Peangtarn Plipuech /  Aldila Sutjiadi

### Doppio misto
- Lizette Cabrera /  Alex Bolt
- Jaimee Fourlis /  Jason Kubler
- Ellen Perez /  Matwé Middelkoop
- Arina Rodionova /  Marc Polmans
- Dar'ja Saville /  Luke Saville
- Astra Sharma /  John-Patrick Smith
- Kateřina Siniaková /  Tomáš Macháč
- Samantha Stosur /  Matthew Ebden

## Qualificazioni

### Singolare maschile
- Radu Albot
- Marcelo Tomás Barrios Vera
- Liam Broady
- Tarō Daniel
- Tomás Martín Etcheverry
- Norbert Gombos
- Emilio Gómez
- Yannick Hanfmann
- Michail Kukuškin
- Jiří Lehečka
- Tomáš Macháč
- Maximilian Marterer
- Nikola Milojević
- Timofej Skatov
- Alejandro Tabilo
- Marco Trungelliti

#### Lucky loser
- Salvatore Caruso
- Ernesto Escobedo
- João Sousa

### Singolare femminile
- Hailey Baptiste
- Emina Bektas
- Lucia Bronzetti
- Cristina Bucșa
- Harriet Dart
- Caroline Dolehide
- Arianne Hartono
- Jang Su-jeong
- Viktória Kužmová
- Rebecca Marino
- Viktorija Tomova
- Martina Trevisan
- Lesja Curenko
- Stefanie Vögele
- Katie Volynets
- Zheng Qinwen

#### Lucky Loser
- Irina Maria Bara
- Nao Hibino
- Anna Karolína Schmiedlová

## Ranking protetto

### Doppio femminile
- Monique Adamczak /  Han Xinyun
- Kirsten Flipkens /  Sara Sorribes Tormo
- Alicja Rosolska /  Nao Hibino

## Ritiri

### Prima del torneo
I seguenti giocatori e giocatrici sarebbero entrati in tabellone, ma si sono ritirati prima del sorteggio:

#### Singolare maschile
- Jenson Brooksby → sostituito da  Kamil Majchrzak
- Borna Ćorić → sostituito da  João Sousa
- Pablo Cuevas → sostituito da  Ernesto Escobedo
- Novak Đoković → sostituito da  Salvatore Caruso
- Roger Federer → sostituito da  Denis Kudla
- Il'ja Ivaška → sostituito da  Damir Džumhur
- Kei Nishikori→ sostituito da  Philipp Kohlschreiber
- Guido Pella → sostituito da  Feliciano López
- Milos Raonic → sostituito da  Carlos Taberner
- Tennys Sandgren → sostituito da  Egor Gerasimov
- Dominic Thiem → sostituito da  Maxime Cressy
- Stan Wawrinka → sostituito da  Sam Querrey

#### Singolare femminile
- Bianca Andreescu → sostituita da  Magdalena Fręch
- Jennifer Brady → sostituita da  Wang Qiang
- Ons Jabeur → sostituita da  Irina Bara
- Karolína Muchová → sostituita da  Misaki Doi
- Karolína Plíšková → sostituita da  Fiona Ferro
- Nadia Podoroska → sostituita da  Harmony Tan
- Serena Williams → sostituita da  Zarina Diyas
- Zheng Saisai → sostituita da  Nao Hibino

#### Doppio maschile
- Roberto Bautista Agut /  Pedro Martínez
- Simone Bolelli /  Máximo González
- Marcus Daniell /  Marcelo Demoliner
- Il'ja Ivaška /  Andrej Vasilevski
- Steve Johnson /  Austin Krajicek
- Oliver Marach /  Jonny O'Mara
- Denys Molčanov /  Andrej Rublëv

#### Doppio femminile
- Chan Hao-ching /  Monica Niculescu
- Beatriz Haddad Maia /  Nadia Podoroska
- Anna Kalinskaya /  Marta Kostjuk
- Desirae Krawczyk /  Bethanie Mattek-Sands
- Mayar Sherif /  Renata Voráčová

## Tennisti partecipanti ai singolari

### Singolare maschile
- Singolare maschile

| Campione                 | Campione                 | Finalista                  | Finalista                   |
| ------------------------ | ------------------------ | -------------------------- | --------------------------- |
| Rafael Nadal [6]         | Rafael Nadal [6]         | Daniil Medvedev [2]        | Daniil Medvedev [2]         |
| Semifinalisti            |                          |                            |                             |
| Matteo Berrettini [7]    | Matteo Berrettini [7]    | Stefanos Tsitsipas [4]     | Stefanos Tsitsipas [4]      |
| Eliminati ai quarti      |                          |                            |                             |
| Gaël Monfils [17]        | Denis Shapovalov [14]    | Jannik Sinner [11]         | Félix Auger-Aliassime [9]   |
| Eliminati agli ottavi    |                          |                            |                             |
| Miomir Kecmanović        | Pablo Carreño Busta [19] | Alexander Zverev [3]       | Adrian Mannarino            |
| Alex de Minaur [32]      | Taylor Fritz [20]        | Marin Čilić [27]           | Maxime Cressy               |
| Eliminati al 3º turno    |                          |                            |                             |
| Lorenzo Sonego [25]      | Cristian Garín [16]      | Sebastian Korda            | Carlos Alcaraz [31]         |
| Radu Albot [Q]           | Reilly Opelka [23]       | Aslan Karacev [18]         | Karen Chačanov [28]         |
| Pablo Andújar            | Tarō Daniel [Q]          | Roberto Bautista Agut [15] | Benoît Paire                |
| Andrej Rublëv [5]        | Daniel Evans [24]        | Christopher O'Connell [WC] | Botic van de Zandschulp     |
| Eliminati al 2º turno    |                          |                            |                             |
| Tommy Paul               | Oscar Otte               | Aleksandr Bublik           | Pedro Martínez              |
| Corentin Moutet          | Tallon Griekspoor        | Dušan Lajović              | Stefan Kozlov [WC]          |
| John Millman             | Aleksandar Vukic [WC]    | Dominik Koepfer            | Kwon Soon-woo               |
| Hubert Hurkacz [10]      | Mackenzie McDonald       | Benjamin Bonzi             | Yannick Hanfmann [Q]        |
| Alex Molčan              | Kamil Majchrzak          | Andy Murray [WC]           | Steve Johnson               |
| Philipp Kohlschreiber    | Frances Tiafoe           | Grigor Dimitrov [26]       | Sebastián Báez              |
| Ričardas Berankis        | Norbert Gombos [Q]       | Arthur Rinderknech         | Alejandro Davidovich Fokina |
| Diego Schwartzman [13]   | Tomáš Macháč [Q]         | Richard Gasquet            | Nick Kyrgios                |
| Eliminati al 1º turno    |                          |                            |                             |
| Salvatore Caruso [LL]    | Michail Kukuškin [Q]     | Tseng Chun-hsin [WC]       | Sam Querrey                 |
| Federico Coria           | Ernesto Escobedo [LL]    | Federico Delbonis          | Facundo Bagnis              |
| Cameron Norrie [12]      | Lucas Pouille [WC]       | Fabio Fognini              | Tomás Martín Etcheverry [Q] |
| Alejandro Tabilo [Q]     | Márton Fucsovics         | Jiří Veselý                | Brandon Nakashima           |
| Daniel Altmaier          | Feliciano López          | Yoshihito Nishioka         | Lloyd Harris [30]           |
| Kevin Anderson           | Carlos Taberner          | Holger Rune                | Laslo Đere                  |
| Jahor Herasimaŭ          | James Duckworth          | Nikola Milojević           | Jaume Munar                 |
| Denis Kudla              | Peter Gojowczyk          | Thanasi Kokkinakis [WC]    | Marcos Giron                |
| Roman Safiullin [LL]     | Damir Džumhur [LL]       | Andreas Seppi              | Lorenzo Musetti             |
| Nikoloz Basilašvili [21] | Marcelo Barrios Vera [Q] | Jordan Thompson            | João Sousa [LL]             |
| Stefano Travaglia        | Marco Cecchinato         | Marco Trungelliti [Q]      | Maximilian Marterer [Q]     |
| Jiří Lehečka [Q]         | Thiago Monteiro          | Albert Ramos Viñolas       | Mikael Ymer                 |
| Gianluca Mager           | Roberto Carballés Baena  | Timofej Skatov [Q]         | Emilio Gómez [Q]            |
| David Goffin             | Alexei Popyrin           | Alex Bolt [WC]             | Emil Ruusuvuori             |
| Filip Krajinović         | Hugo Gaston              | Juan Manuel Cerúndolo      | John Isner [22]             |
| Ugo Humbert [29]         | Jan-Lennard Struff       | Liam Broady [Q]            | Henri Laaksonen             |

### Singolare femminile
- Singolare femminile

| Campionessa           | Campionessa                   | Finalista                | Finalista                   |
| --------------------- | ----------------------------- | ------------------------ | --------------------------- |
| Ashleigh Barty [1]    | Ashleigh Barty [1]            | Danielle Collins [27]    | Danielle Collins [27]       |
| Semifinaliste         |                               |                          |                             |
| Madison Keys          | Madison Keys                  | Iga Świątek [7]          | Iga Świątek [7]             |
| Eliminate ai quarti   |                               |                          |                             |
| Jessica Pegula [21]   | Barbora Krejčíková [4]        | Alizé Cornet             | Kaia Kanepi                 |
| Eliminate agli ottavi |                               |                          |                             |
| Amanda Anisimova      | Maria Sakkarī [5]             | Viktoryja Azaranka [24]  | Paula Badosa [8]            |
| Elise Mertens [19]    | Simona Halep [14]             | Sorana Cîrstea           | Aryna Sabalenka [2]         |
| Eliminati al 3º turno |                               |                          |                             |
| Camila Giorgi [30]    | Naomi Ōsaka [13]              | Nuria Párrizas Díaz      | Veronika Kudermetova [28]   |
| Jeļena Ostapenko [26] | Elina Svitolina [15]          | Wang Qiang               | Marta Kostjuk               |
| Danielle Collins [27] | Zhang Shuai                   | Danka Kovinić            | Alizé Cornet                |
| Dar'ja Kasatkina [25] | Anastasija Pavljučenkova [10] | Maddison Inglis [WC]     | Markéta Vondroušová [31]    |
| Eliminate al 2º turno |                               |                          |                             |
| Lucia Bronzetti [Q]   | Tereza Martincová             | Belinda Bencic [22]      | Madison Brengle             |
| Maryna Zanevs'ka      | Bernarda Pera                 | Elena-Gabriela Ruse      | Zheng Qinwen [Q]            |
| Wang Xiyu [WC]        | Alison Riske                  | Jil Teichmann            | Harmony Tan                 |
| Jaqueline Cristian    | Alison Van Uytvanck           | Sara Sorribes Tormo [32] | Martina Trevisan [Q]        |
| Anett Kontaveit [6]   | Ana Konjuh                    | Irina-Camelia Begu       | Elena Rybakina [12]         |
| Beatriz Haddad Maia   | Emma Raducanu [17]            | Heather Watson           | Garbiñe Muguruza [3]        |
| Rebecca Peterson      | Magda Linette                 | Kristína Kučová          | Samantha Stosur [WC]        |
| Marie Bouzková        | Hailey Baptiste [Q]           | Ljudmila Samsonova       | Wang Xiyu                   |
| Eliminate al 1º turno |                               |                          |                             |
| Lesja Curenko [Q]     | Varvara Gračëva               | Lauren Davis             | Anastasija Potapova         |
| Kristina Mladenovic   | Arianne Hartono [Q]           | Dajana Jastrems'ka       | Camila Osorio               |
| Irina Maria Bara [LL] | Kaja Juvan                    | Ekaterina Aleksandrova   | Anhelina Kalinina           |
| Claire Liu            | Jasmine Paolini               | Aljaksandra Sasnovič     | Tatjana Maria               |
| Andrea Petković       | Viktória Kužmová [Q]          | Donna Vekić              | Anna Karolína Schmiedlová   |
| Panna Udvardy         | Petra Martić                  | Julija Putinceva         | Fiona Ferro                 |
| Sofia Kenin [11]      | Greet Minnen                  | Cristina Bucșa [Q]       | Cori Gauff [18]             |
| Kirsten Flipkens      | Diane Parry [WC]              | Nao Hibino [LL]          | Ajla Tomljanović            |
| Kateřina Siniaková    | Astra Sharma                  | Shelby Rogers            | Caroline Dolehide [Q]       |
| Vera Zvonarëva        | Océane Dodin                  | Viktorija Golubic        | Zarina Dijas                |
| Magdalena Fręch       | Katie Volynets [Q]            | Jang Su-jeong [Q]        | Sloane Stephens             |
| Arantxa Rus           | Mayar Sherif                  | Viktorija Tomova [Q]     | Clara Burel                 |
| Harriet Dart [Q]      | Dar'ja Gavrilova [WC]         | Anastasija Sevastova     | Stefanie Vögele [Q]         |
| Petra Kvitová [20]    | Misaki Doi                    | Samantha Stosur [WC]     | Anna Bondár                 |
| Angelique Kerber [16] | Rebecca Marino [Q]            | Caroline Garcia          | Leylah Annie Fernandez [23] |
| Priscilla Hon [WC]    | Emina Bektas [Q]              | Ann Li                   | Storm Sanders [WC]          |

## Campioni

### Senior

#### Singolare maschile
Rafael Nadal ha sconfitto in finale  Daniil Medvedev con il punteggio di 2–6, 6(5)–7, 6–4, 6–4, 7–5.
- È il novantesimo titolo in carriera per Nadal, il ventunesimo Major nonché il secondo a Melbourne.

#### Singolare femminile
Ashleigh Barty ha sconfitto in finale  Danielle Collins con il punteggio di 6–3, 7–6(2)

#### Doppio maschile
Thanasi Kokkinakis /  Nick Kyrgios hanno sconfitto in finale  Matthew Ebden /  Max Purcell con il punteggio di 7–5, 6–4.

#### Doppio femminile
Barbora Krejčíková /  Kateřina Siniaková hanno sconfitto in finale  Anna Danilina e  Beatriz Haddad Maia con il punteggio di 6(3)–7, 6–4, 6–4.

#### Doppio misto
Kristina Mladenovic /  Ivan Dodig hanno sconfitto in finale  Jaimee Fourlis /  Jason Kubler con il punteggio di 6–3, 6–4.

### Junior

#### Singolare ragazzi
Bruno Kuzuhara ha sconfitto in finale  Jakub Menšík con il punteggio di 7–6(4), 6(6)–7, 7–5.

#### Singolare ragazze
Petra Marčinko ha sconfitto in finale  Sofia Costoulas con il punteggio di 7–5, 6–2.

#### Doppio ragazzi
Bruno Kuzuhara /  Coleman Wong hanno sconfitto in finale  Alex Michelsen /  Adolfo Daniel Vallejo con il punteggio di 6–3, 7–6(3)

#### Doppio ragazze
Clervie Ngounoue /  Diana Shnaider hanno sconfitto in finale  Kayla Cross /  Victoria Mboko con il punteggio di 6–4, 6–3.

### Tennisti in carrozzina

#### Singolare maschile carrozzina
Shingo Kunieda ha sconfitto in finale  Alfie Hewett con il punteggio di 7–5, 3–6, 6–2.

#### Singolare femminile carrozzina
Diede de Groot ha sconfitto in finale  Aniek van Koot con il punteggio di 6–1, 6–1.

#### Quad singolare
Sam Schröder ha sconfitto in finale  Dylan Alcott con il punteggio di 7–5, 6–0.

#### Doppio maschile carrozzina
Alfie Hewett /  Gordon Reid hanno sconfitto in finale  Gustavo Fernández /  Shingo Kunieda con il punteggio di 6–2, 4–6, [10–7].

#### Doppio femminile carrozzina
Diede de Groot /  Aniek van Koot hanno sconfitto in finale  Yui Kamiji /  Lucy Shuker con il punteggio di 7–5, 3–6, [10–2].

#### Quad doppio
Andrew Lapthorne /  David Wagner hanno sconfitto in finale  Sam Schröder /  Niels Vink con il punteggio di 2–6, 6–4, [10–7].

## Punti
| Torneo    | Torneo    | V     | F     | SF  | QF  | 4T  | 3T  | 2T | 1T | Q  | Q3 | Q2 | Q1 |
| Singolare | Maschile  | 2 000 | 1 200 | 720 | 360 | 180 | 90  | 45 | 10 | 25 | 16 | 8  | 0  |
| Singolare | Femminile | 2 000 | 1 300 | 780 | 430 | 240 | 130 | 70 | 10 | 40 | 30 | 20 | 2  |
| Doppio    | Maschile  | 2 000 | 1 200 | 720 | 360 | 180 | 90  | 0  | –  | –  | –  | –  | –  |
| Doppio    | Femminile | 2 000 | 1 300 | 780 | 430 | 240 | 130 | 10 | –  | –  | –  | –  | –  |

## Montepremi
| Evento        | V           | F           | SF         | QF         | 4T         | 3T         | 2T         | 1T         | Q3        | Q2        | Q1        |
| Singolare     | 2750000 AUD | 1500000 AUD | 850000 AUD | 525000 AUD | 320000 AUD | 215000 AUD | 150000 AUD | 100000 AUD | 52500 AUD | 35000 AUD | 25000 AUD |
| Doppio*       | 600000 AUD  | 340000 AUD  | 200000 AUD | 110000 AUD | 65000 AUD  | N.D.       | 45000 AUD  | 30000 AUD  | N.D.      | N.D.      | N.D.      |
| Doppio misto* | 150000 AUD  | 85000 AUD   | 45000 AUD  | 24000 AUD  | N.D.       | N.D.       | 12000 AUD  | 6250 AUD   | N.D.      | N.D.      | N.D.      |

*Per squadra